# Samuel Mensiro
Samuel Laryea Mensiro, precedentemente noto come Samuel Laryea Mensah (Accra, 19 maggio 1989), è un calciatore ghanese, difensore dell'IFK Östersund.

## Carriera
Ha iniziato a giocare a calcio nella terra di origine, il Ghana.
Ai tempi in cui faceva parte della Right to Dream Academy ha avuto l'opportunità di entrare nelle giovanili dell'Everton, poi si è trasferito al Fulham e al Newcastle, ma alcuni problemi con il permesso di lavoro lo hanno costretto a rientrare in Africa.
In Ghana ha giocato per due anni con lo Sporting Club della capitale Accra, poi nel 2007 è riuscito a entrare nell'Hartbury College in Inghilterra, già frequentato in passato da altri giocatori africani come Majeed Waris, David Accam, Thomas Boakye e Isaac Shaze. Fino al 2011 ha anche giocato in squadra inglesi militanti nei campionati minori.
Mensah (questo il cognome originale che aveva all'epoca) è stato portato in Svezia nell'estate 2011 da Graham Potter, nuovo tecnico inglese dell'Östersund che ha costruito un gruppo composto in parte da calciatori cresciuti nel paese anglosassone. Nel giro di due anni, la squadra rossonera è riuscita a passare dalla quarta serie nazionale fino alla prima promozione in Superettan. Al termine della stagione 2013, quella dell'esordio in seconda serie, il difensore ghanese è stato nominato giocatore dell'anno 2013 della contea di Jämtland in cui la cittadina di Östersund è situata.
A partire dal gennaio 2014, Mensah è diventato un giocatore dell'Örebro, squadra appena tornata in Allsvenskan. La sua permanenza in bianconero tuttavia si è rivegliata travagliata: oltre alla difficoltà nel trovare spazio, il giocatore ha dovuto fare i conti con una lesione al menisco che lo ha costretto a star fuori per buona parte della stagione 2014 e con i dolori al petto accusati durante un'amichevole e causati dallo stress accumulato in quel periodo definito orribile dallo stesso Mensah.
Terminata la parentesi all'Örebro che lo ha visto giocare 9 partite di campionato in due anni, il giocatore ha fatto ritorno all'Östersund che nel frattempo aveva raggiunto la massima serie. Dopo una prima stagione da 12 presenze trascorsa spesso in panchina, Mensiro (questa la sua nuova identità a seguito del cambio di cognome avvenuto nei primi mesi del 2016) ha aperto le marcature nella finale di Coppa di Svezia 2016-2017 vinta dall'Östersund per 4-1 contro l'IFK Norrköping, contribuendo così alla conquista della prima storica coppa nazionale nella storia del club. Questo successo ha permesso alla squadra e al giocatore di debuttare nelle coppe europee con la qualificazione alla UEFA Europa League 2017-2018, che ha visto i rossoneri intraprendere una cavalcata che li ha portati fino ai sedicesimi di finale contro l'Arsenal (Mensiro ha giocato tutti i 90 minuti della gara di andata persi 0-3 in casa, mentre è sempre rimasto in panchina nella gara di ritorno vinta 1-2 all'Emirates Stadium). Al termine dell'Allsvenskan 2021 la squadra è retrocessa nella seconda serie, ma Mensiro è ugualmente rimasto in rosa. Dopo una Superettan 2022 in cui ha collezionato solo 8 presenze e una prima parte della Superettan 2023 da sole 2 presenze, nell'agosto 2023 ha risolto consensualmente il contratto e si è accasato ai concittadini dell'IFK Östersund, militanti nella quarta serie svedese.

## Palmarès

### Club

#### Competizioni nazionali
- Coppa di Svezia: 1

Östersund: 2016-2017